# دائرة كتامة
دائرة كتامة هي إحدى دوائر إقليم الحسيمة، التابع لجهة طنجة تطوان الحسيمة، المملكة المغربية. تضم الدائرة سبع جماعات قروية، وبلغ عدد سكانها 89224 فرداً سنة 2004 حسب الإحصاء الرسمي للسكان والسكنى. يتبع للدائرة 13 مشيخة و95 دوار.

## التقسيمات الإداريّة
تعتبر دائرة كتامة إحدى الدوائر المشكّلة لإقليم الحسيمة، وهو التقسيم الإداري من المستوى الرابع المعتمد في المغرب. ينقسم إقليم الحسيمة إلى واحد وثلاثين جماعات قروية تختلف من حيث السكان والمساحة، والتي بدورها تنقسم إلى مشيخات تضم عدداً من الدواوير.